# Christian Benítez
Christian Rogelio Benítez Betancourt, också känd som Chucho Benitez, född 1 maj 1986 i Quito, död 29 juli 2013 i Doha, Qatar, var en ecuadoriansk fotbollsspelare. 
Han var son till en av Ecuadors bästa målskyttar genom tiderna, Ermen Benítez. Christian Benítez var uttagen i Ecuadors trupp till VM 2006. Han fick göra ett inhopp i 0–3-förlusten mot Tyskland i gruppspelet. Hans första landslagsmål kom mot Peru den 23 maj 2007. 
Under säsongen 2009–2010 var Benitez utlånad till Birmingham City i Premier League. Birmingham hade en option att köpa loss honom från Santos Laguna vid säsongens slut men valde att inte göra så.
Benítez avled den 29 juli 2013. Hans död uppges ha orsakats av hjärtstillestånd, enligt flera släktingar.